# Tommy Kono
Tamio "Tommy" Kono, född 27 juni 1930 i Sacramento, död 24 april 2016 i Honolulu, var en amerikansk tyngdlyftare.
Kono blev olympisk guldmedaljör i 67,5-kilosklassen i tyngdlyftning vid sommarspelen 1952 i Helsingfors.